# Lissocreagris
Genre
Lissocreagris est un genre de pseudoscorpions de la famille des Neobisiidae.

## Distribution
Les espèces de ce genre sont endémiques des États-Unis. Elles se rencontrent en Alabama, en Floride, en Géorgie, en Caroline du Sud, en Caroline du Nord, au Tennessee et en Virginie.

## Liste des espèces
Selon Pseudoscorpions of the World (version 3.0) :
- Lissocreagris eurydice (Muchmore, 1969)
- Lissocreagris nickajackensis (Muchmore, 1966)
- Lissocreagris parva Ćurčić, 1984
- Lissocreagris persephone (Chamberlin, 1962)
- Lissocreagris pluto (Chamberlin, 1962)
- Lissocreagris subatlantica (Chamberlin, 1962)
- Lissocreagris valentinei (Chamberlin, 1962)

## Publication originale
- Ćurčić, 1981 : A revision of some North American pseudoscorpions (Neobisiidae, Pseudoscorpiones). Glasnik Muzeja Srpske Zemlje, Beograd, sér. B, vol. 36, p. 101-107.